# Pleahova, Kozeatîn
Pleahova (în ucraineană Пляхова) este o comună în raionul Kozeatîn, regiunea Vinnița, Ucraina, formată numai din satul de reședință. În secolul al XIX-lea, satul făcea parte din volostul Kozeatîn, uezdul Berdîciv.

## Demografie
Componența lingvistică a satului Pleahova
     Ucraineană (99,54%)
     Alte limbi (0,46%)
Conform recensământului din 2001, majoritatea populației satului Pleahova era vorbitoare de ucraineană (99,54%), existând în minoritate și vorbitori de alte limbi.